# Friedrich Philip Küthe
Friedrich Philip Küthe (Amsterdam, 4 december 1839 – Tiel, 13 januari 1896) was een chirurg en arts die veel schreef over geneeskunde.

## Levensloop
Küthe studeerde geneeskunde in Amsterdam en promoveerde op 19 maart 1862 aan de Universiteit Utrecht op zijn studie, getiteld Over den invloed van den nervus vagus op de hartsbeweging.
Na zijn promotie deed hij ervaring op in het Binnengasthuis in Amsterdam om zich vervolgens, na een jaar werkzaam te zijn geweest in Tricht, als huisarts te vestigen in Geldermalsen (1865) en vervolgens in Tiel. Op 26 november 1868 trouwde hij in het nabijgelegen Deil met Maria Gualthera van Everdingen (Deil, 21 april 1839 – Tiel, 3 juli 1923) van het landgoed Noordenhoek. Hij was actief in tal van besturen, zat in de gemeenteraad en stond aan de basis van het lokale ziekenhuis.

## Onderscheiding
De Teylers Stichting in Haarlem beloonde Küthe in 1893 met een gouden medaille voor zijn verhandeling, getiteld De ontwikkeling en het tegenwoordig standpunt der bakteriologie. In hetzelfde jaar werd ook een groepsportret gemaakt van het Tiels Natuurkundig Gezelschap Physica, mogelijk ter gelegenheid van het 16de lustrum (in 1893) of ter gelegenheid van het 75-jarig bestaan in 1888. Dr. Küthe zit vooraan, links van het tafeltje, met een wandelstok tussen zijn benen.

## Graf
Zijn graf op de begraafplaats Ter Navolging, die op initiatief van Johannes Diederik van Leeuwen in 1786 naar ontwerp van Karel George Zocher is aangelegd, wordt in Monumenten in Nederland. Gelderland (Zwolle, 2000) genoemd als 'graf met cippus op postament'. Het is gerestaureerd in de eerste twee decennia van de 21ste eeuw, mede door toedoen van de Vereniging Oudheidkamer Tiel en Omstreken.